# Клопас, Фрэнк
Фотиос Клопас более известный как Фрэнк Клопас (греч. Φώτιος «Φρανκ» Κλόπας, англ. Frank Klopas; род. 1 сентября 1966, Просимна, Греция) — американский футболист и футбольный тренер греческого происхождения. В качестве игрока известен по выступлениям за сборную США. Участник чемпионата мира 1994 и Олимпийских игр 1988.

## Клубная карьера
В 1983 году после окончания школы Клопас подписал контракт с клубом Североамериканской футбольной лиги «Чикаго Стинг». В первом сезоне он получил травму, которая омрачила его дебют. За команду Фрэнк выступал четыре сезона и принял участие в 140 матчах и забил 62 гола. В сезоне 1986/87 он получил приглашение в All Star.
В 1988 году Фрэнк переехал на свою историческую родину, где заключил контракт с афинским АЕКом. В 1991 году Клопас порвал себе крестообразную связку, эта травма оставила его вне игры почти на два года. В составе АЕКа он стал четырёхкратным чемпионом Греции. В 1992 году Фрэнк заключил соглашение с американской федерацией футбола и выступал за национальную сборную США. В конце 1994 года он перешёл в «Аполлон Смирнис». 7 января 1995 года в матче против своей бывшей команды АЕК Клопас дебютировал за новый клуб.
В 1996 году Фрэнк подписал контракт с MLS и, как и многие звезды национальной команды, вернулся в США. Новым клубом Клопаса стал «Канзас-Сити Уизардз». В клубе он провёл два сезона.
В октябре 1997 года «Канзас-Сити Уизардз» обменял Клопаса на Пита Марино «Коламбус Крю», который 19 февраля 1998 года обменял его «Чикаго Файр» на Джейсона Фаррелла. В 1998 году Клопас помог команде стать чемпионом MLS и выиграть Кубок Ламара Ханта, в финале которого он забил «золотой гол» в ворота «Коламбус Крю».

## Международная карьера
23 мая 1987 года в матче против сборной Канады Клопас дебютировал за сборную США. В 1988 году Фрэнк принял участие в Олимпийских играх. На турнире он сыграл в поединках против сборных СССР и Южной Кореи. В 1994 году Клопас попал в заявку национальной команды на участие в домашнем чемпионате мира. На турнире был запасным и не сыграл ни минуты.
В 1995 году Клопас участвовал в Кубке Америки и дошёл со сборной до полуфинала. На турнире он забил мяч в ворота сборной Аргентины, положив начало разгрому. В 1996 году Фрэнк был в составе национальной команды на Золотом кубке КОНКАКАФ, но на поле не выходил.
За сборную Клопас сыграл 39 матчей и забил 12 мячей.

## Тренерская деятельность
В январе 2000 года завершил игровую карьеру и был принят в «Чикаго Файр» тренером по спортивной подготовке, но после первого сезона ушёл из клуба по личным причинам. С 2004 по 2006 год был главным тренером команды по индор-соккер «Чикаго Сторм». В январе 2008 года вступил в должность технического директора клуба «Чикаго Файр». В мае 2011 года, после увольнения главного тренера, был назначен временно исполняющим обязанности главного тренера команды. 3 ноября 2011 года был официально утверждён на должность главного тренера «Чикаго Файр». 30 октября 2013 года был отстранён от этой должности.
18 декабря 2013 года был назначен главным тренером клуба «Монреаль Импакт». 30 августа 2015 года был уволен из «Импакт» за неудовлетворительные результаты.
14 января 2020 года вернулся в «Чикаго Файр», войдя в тренерский штаб Рафаэля Вики в качестве ассистента. 30 сентября 2021 года, после увольнения Вики, был назначен исполняющим обязанностей главного тренера. После назначения Эзры Хендриксона вернулся на позицию ассистента. С 8 мая 2023 года, когда был уволен Хендриксон, и до конца сезона 2023 вновь временно исполнял обязанности главного тренера. 5 декабря 2023 года был утверждён главным тренером «Чикаго Файр» на постоянной основе.

## Достижения
Как игрока
 «Чикаго Стинг»
- Чемпион Североамериканской футбольной лиги: 1984

 АЕК
- Чемпион Греции: 1988/89, 1991/92, 1992/93, 1993/94
- Обладатель Суперкубка Греции: 1989
- Обладатель Кубка греческой лиги: 1989/90

 «Чикаго Файр»
- Чемпион MLS (обладатель Кубка MLS): 1998
- Обладатель Открытого кубка США: 1998

 сборная США
- Бронзовый призёр Золотого кубка КОНКАКАФ: 1996

Как тренера
 «Монреаль Импакт»
- Победитель Первенства Канады: 2014

## Личная жизнь
Клопас иммигрировал в США в возрасте 8 лет. Он поселился с семьей в Чикаго. В возрасте 18 лет он получил гражданство. Фрэнк живёт с женой Софией в Чикаго.